# Helictotrichon sedenense
Helictotrichon sedenense är en gräsart som först beskrevs av Dc., och fick sitt nu gällande namn av Josef Holub. Helictotrichon sedenense ingår i släktet Helictotrichon och familjen gräs. Inga underarter finns listade i Catalogue of Life.